# Fort Wilhelm (Bremerhaven)

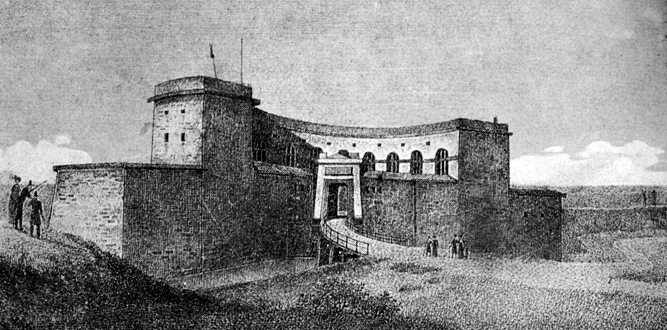
Hafenseitige Ansicht von Fort Wilhelm (1833)

Das Fort Wilhelm, auch als Fort William bezeichnet, war ein 1834 vom Königreich Hannover gebautes Fort an der Wesermündung. Es sollte Bremerhavens ersten Hafen schützen. Es wurde 1866 aufgegeben und 1874 abgebrochen.

## Bau des Forts

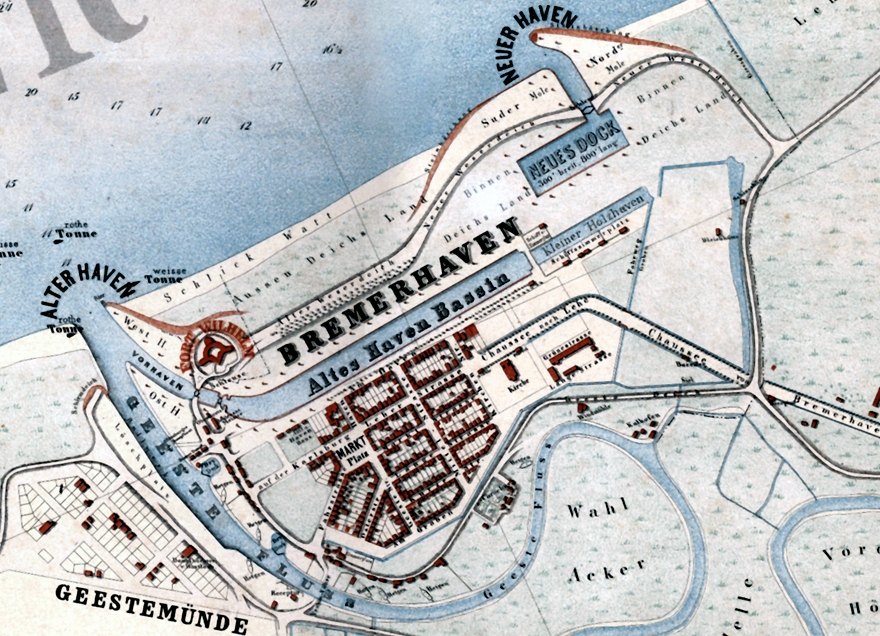
Fort Wilhelm an der Schleuse zum Alten Hafen (1849)

In dem 1827 unterzeichneten Vertrag über den Verkauf eines 88,7 ha großen Küstenstreifens am rechten Weserufer an Bremen zur Errichtung eines neuen Hafens, hatte sich das Königreich Hannover die militärische Hoheit über das Gebiet vorbehalten. Als 1830 das erste Becken des Hafens – der Alte Hafen – fertiggestellt wurde, veranlasste Hannover auf einem 3 Morgen großen Areal nahe der Schleuse zum Hafen an der Mündung der Geeste den Bau eines Forts. Hier hatte während der Franzosenzeit bereits eine Küstenbatterie gestanden.
Die nach Wilhelm IV. benannte Befestigung wurde 1834 fertiggestellt. Das Fort aus Backstein umfasste etwas mehr als einen Halbkreis und war von einem Graben umgeben. Es verfügte über zwei Stockwerke und war mit 18 Geschützen bewaffnet. Die Besatzung bestand aus einem Hauptmann, einem Leutnant und 44 Mannschaften. Zur Anlage gehörte auch ein Exerzierplatz. Am 24. Juni 1838 stattete König Ernst August I. Fort Wilhelm einen Besuch ab.
Fort Wilhelm sollte den Hafen gegen Angriffe von See her sichern. Es hatte jedoch eher symbolische als militärische Bedeutung; denn die Tauglichkeit der Anlage wurde schon bald nach ihrer Fertigstellung in Zweifel gezogen. Darüber berichtete Georg Bessell in seiner Geschichte Bremerhavens: „Man behauptete allgemein, es werde das Abfeuern seiner eigenen Kanonen nicht ertragen können.“ Der nördliche Flügel war durch schlechte Gründung abgesackt und zeigte einen langen Riss im Mauerwerk. Die Dänen liefen die Wesermündung an, ohne vom Fort beschossen zu werden. Das zeigte die Hilflosigkeit Deutschlands und führte zur Gründung der ersten deutschen Marine, der Reichsflotte unter Karl Rudolf Brommy.
Im Fort Wilhelm wurde nach der gescheiterten  Schleswig-Holsteinischen Erhebung die Galionsfigur des 1849 im Gefecht bei Eckernförde zerstörten dänischen Schiffs Christian VIII. aufbewahrt. Herzog Ernst II. erwarb sie 1853.

## Weitere Befestigungen
Als der zunehmende Schiffsverkehr sowie größere Schiffe die Kapazität des Alten Hafens nach wenigen Jahren bereits überstieg, wurde 1847 der Bau eines zweiten Hafenbeckens begonnen, des Neuen Hafens. Die Arbeiten mussten jedoch unterbrochen werden, als Hannover Einspruch gegen diese Erweiterung erhob, da die neue Schleuse außerhalb der Reichweite der Geschütze von Fort Wilhelm lag und der neue Deich möglichen Angreifern Deckung geboten hätte. Daraufhin wurde 1848 bis 1849 mit der Dockbatterie eine zweite Befestigungsanlage unmittelbar an der Einfahrt zum 1852 fertiggestellten neuen Hafenbecken errichtet. Bremen hatte sich verpflichtet, hierzu einmalig 10.000 Taler sowie für den Unterhalt der Anlagen jährlich 1000 Taler beizusteuern. 1864/65 wurde die Weserhauptbatterie als dritte hannoversche Küstenbefestigung am nördlichen Ende Bremerhavens errichtet. Das Turmfort kam nicht über die Planung hinaus.

## Abbruch der Bauwerke
Als 1866 der Krieg zwischen Preußen und Österreich ausbrach, drohte der Konflikt auch Bremerhaven zu erreichen; denn Bremen hielt zum Königreich Preußen und Hannover zum Kaisertum Österreich. Es kam jedoch zu keinen kriegerischen Auseinandersetzungen, weil Hannover seine Stellungen in Bremerhaven kampflos räumte und preußische Truppen die drei Befestigungen bereits am 19. Juni besetzten. Einzig der alte Kommandant von Fort Wilhelm, der als letzter zurückgeblieben war, wollte dieses nur „über seine Leiche“ den Preußen überlassen, ließ sich dann aber schließlich doch von einem preußischen Offizier zu einer friedlichen Übergabe überreden.
Ende Juli 1866 wurden die Geschütze der Batterien abgebaut und 1867 der Abbruch der militärisch überholten Befestigungen beschlossen. Mit den Weserforts Brinkamahof und Langlütjen war bereits mit der Anlage neuer und stärkerer Küstenforts begonnen worden. Im März 1868 wurden die drei Festungsanlagen an Bremen übertragen. Preußen behielt sich zwar das Nutzungsrecht bis 1870 vor, beanspruchte es aber nicht. In der Folge konnte nun auch ein Verbindungskanal zwischen Alten und Neuen Hafen angelegt werden, dessen Bau zuvor von Hannover aus militärischen Gründen abgelehnt worden war. Die Batterie am Neuen Hafen wurde 1872 abgerissen. Fort Wilhelm diente vorübergehend noch als Hospital für Cholerakranke und wurde 1874 abgebrochen.
Mit den Steinen der Weserhauptbatterie soll 1897 die „Ruine“ im Park von Speckenbüttel gebaut worden sein.

## Portalstein

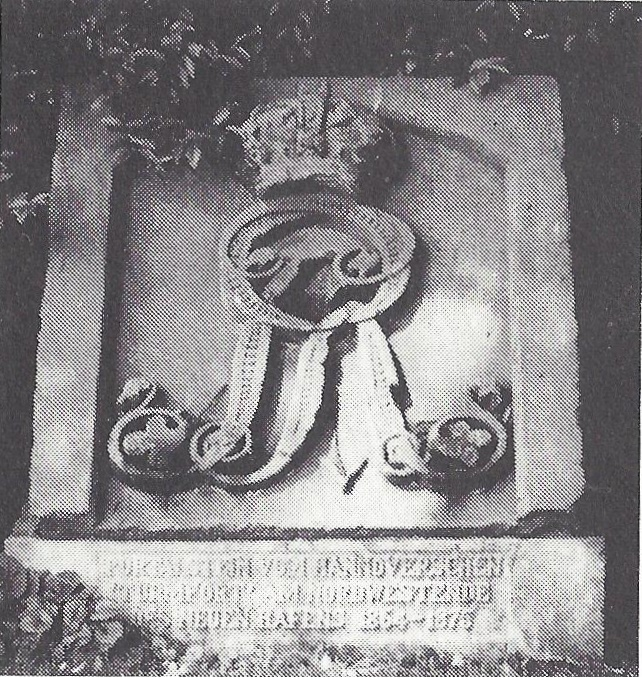
Portalstein

In einem „Wäldchen“ an der Nordseite des Vorhafens vom Neuen Hafen stand eine Sandsteinplatte mit Monogramm und Krone von Georg V. Sie war als Portalstein des Turmforts gedacht, wurde aber so wenig eingebaut wie das Fort gebaut. Jahrzehntelang stand sie im Speckenbütteler Park, in dessen Nähe sie hergestellt worden war. Schon fast vergessen, wurde sie 1955 von den Männern vom Morgenstern in der Nähe ihres ursprünglichen Bestimmungsortes aufgestellt. Beim Neubau der Schleuse zum Neuen Hafen kam der Portalstein zunächst auf die Terrasse der Strandhalle und dann ins Historische Museum Bremerhaven (Morgenstern-Museum).